# Östernäs, Rådmansö
Östernäs är en bebyggelse på södra Rådmansö i Rådmansö socken i Norrtälje kommun. Från 2015 avgränsar SCB här en småort.